# Orden Masónica Mixta Internacional Le Droit Humain - El Derecho Humano
La Orden Masónica Mixta Internacional Le Droit Humain - El Derecho Humano es una organización masónica mixta creada a finales del siglo XIX en Francia por María Deraismes y Georges Martin.
Le Droit Humain es la primera Obediencia Masónica mixta del mundo y afirma la igualdad del hombre y de la mujer.
En abril de 2017 cuenta con más de 32 000 miembros en más de 60 países de los 5 continentes repartidos en 23 Federaciones, 7 Jurisdicciones y 41 Logias Pioneras. Su presencia se extiende en Europa, del Atlántico hasta el Ural, como en América del Sur, en casi todos los países.

## Historia

### Fundación
En 1880, un grupo de logias se independizaron del Supremo Consejo de Francia y forman la Gran Logia Simbólica Escocesa.
En Pecq, el 14 de enero de 1882 la logia “Les Libres Penseurs de Pecq” de la Gran Logia Simbólica Escocesa de Francia iniciaron a María Deraismes en la Francmasonería 
Lo anterior no estuvo lejos de controversia para la época, sobre todo en un contexto en que la influencia de la Iglesia católica y el conservadurismo dentro de la corriente librepensadora era mayoría. Tal acto llevó a que el Venerable Maestro de la Logia “Les Libres Penseurs de Pecq” fuera desautorizado y la Logia cerrada.
Georges Martin, conocido médico, político y filántropo francés, siendo miembro de la Comisión Ejecutiva de la Gran Logia Simbólica Escocesa de Francia, estaba muy dispuesto a llevar a cambios dentro de la francmasonería, creando una nueva Obediencia Masónica, que fuera Mixta e Internacional.

### Fundadores
Los fundadores de la primera logia mixta que toma el nombre de Gran Logia Simbólica Escocesa - Le Droit Humain que se convierte en 1901 en "Le Droit Humain internacional" son:
| - Marie Béquet de Vienne - Louise David - Maria Deraismes - Charlotte Duval - Anna Féresse-Deraismes - Élisa Lévy-Maurice - Georges Martin - Maria Arundale-Martin | - Marie Georges Martin - Florestine Mauriceau - Julie Pasquier - Marie Pierre - Myrtille Rengnet - Clémence Royer - Eliska Vincent - Louisa Wiggishoff |

### Expansión Internacional y sus Repercusiones
La expansión de la masonería mixta no se limitó a Francia. A partir de principios del siglo XX, la Orden comenzó a establecer logias en otros países, lo que permitió la difusión de sus principios y la integración de más mujeres en el movimiento. En Gran Bretaña, Estados Unidos, India, Australia y Nueva Zelanda, la masonería mixta encontró un terreno fértil para crecer, debido a las similitudes en los desafíos sociales y la creciente demanda por igualdad de derechos.
En Gran Bretaña, la influencia de la teosofía fue particularmente notable en el desarrollo de la masonería mixta. Muchas de las mujeres involucradas en el movimiento masónico también estaban vinculadas a la Sociedad Teosófica, lo que enriqueció la visión filosófica de la Orden y reforzó el enfoque espiritual hacia la práctica masónica. Esto permitió que la masonería mixta no solo fuera un espacio único abierto a hombres y mujeres, sino también un lugar para el crecimiento espiritual y el desarrollo personal. 
En América Latina, la expansión de la masonería mixta comenzó en la década de 1910, con la fundación de logias en países como Argentina, Brasil y Chile. La situación política en estos países, marcada por cambios y conflictos, dificultó en algunos casos el desarrollo continuo de la Orden, pero la masonería mixta logró establecerse y crecer gracias al compromiso de sus miembros con los principios de libertad, igualdad y fraternidad.
En Argentina, la masonería mixta enfrentó grandes desafíos debido a las dictaduras y las interrupciones políticas, pero siempre logró resurgir y continuar su trabajo. En Brasil, la primera logia se fundó en 1919 y la jurisdicción se estableció formalmente en 1934. En Chile, la visita del filósofo hindú Curuppumullage Jinarajadasa en 1929 fue clave para la fundación de la logia "Igualdad", que marcó el comienzo de la expansión de la masonería mixta en el país.
La expansión internacional de la masonería mixta contribuyó significativamente al desarrollo de movimientos en pos de la igualdad entre hombres y mujeres.

### Historia de la Orden en América Latina

##### América Central
La primera logia fue fundada en 1919 en San José, Costa Rica, por el hermano José Basileo acuña Zeledon, iniciado en Francia durante su alistamiento como enfermero en la Armada Francesa. Tradujo al español el rito de York dándole una connotación teosófica. Este hermano abrió logias de El Derecho Humano en el Salvador, en Panamá y luego en Colombia. Tras la guerra y su destrucción parcial (salvo en Costa Rica), el auge de las diferentes logias restantes provocará su independencia en la Jurisdicción, primero de Costa Rica, luego de América Central-Caribe. Siempre impulsada por José Basileo Acuña Zeledon, esta Jurisdicción trabajó con el rito de Sydney.

##### Argentina
En 1916, El Derecho Humano creó la Federación Argentina. La historia política turbulenta de argentina, entre cortada por dictaduras y revolución, hizo difícil el desarrollo de El Derecho Humano y la federación no puede trabajar de manera duradera por falta de miembros. Tras la huida de Perón en 1955, se vuelve a iniciar la actividad.

##### Brasil
La primera logia se instaló en 1919 y la Jurisdicción se creó en 1934.

##### Chile

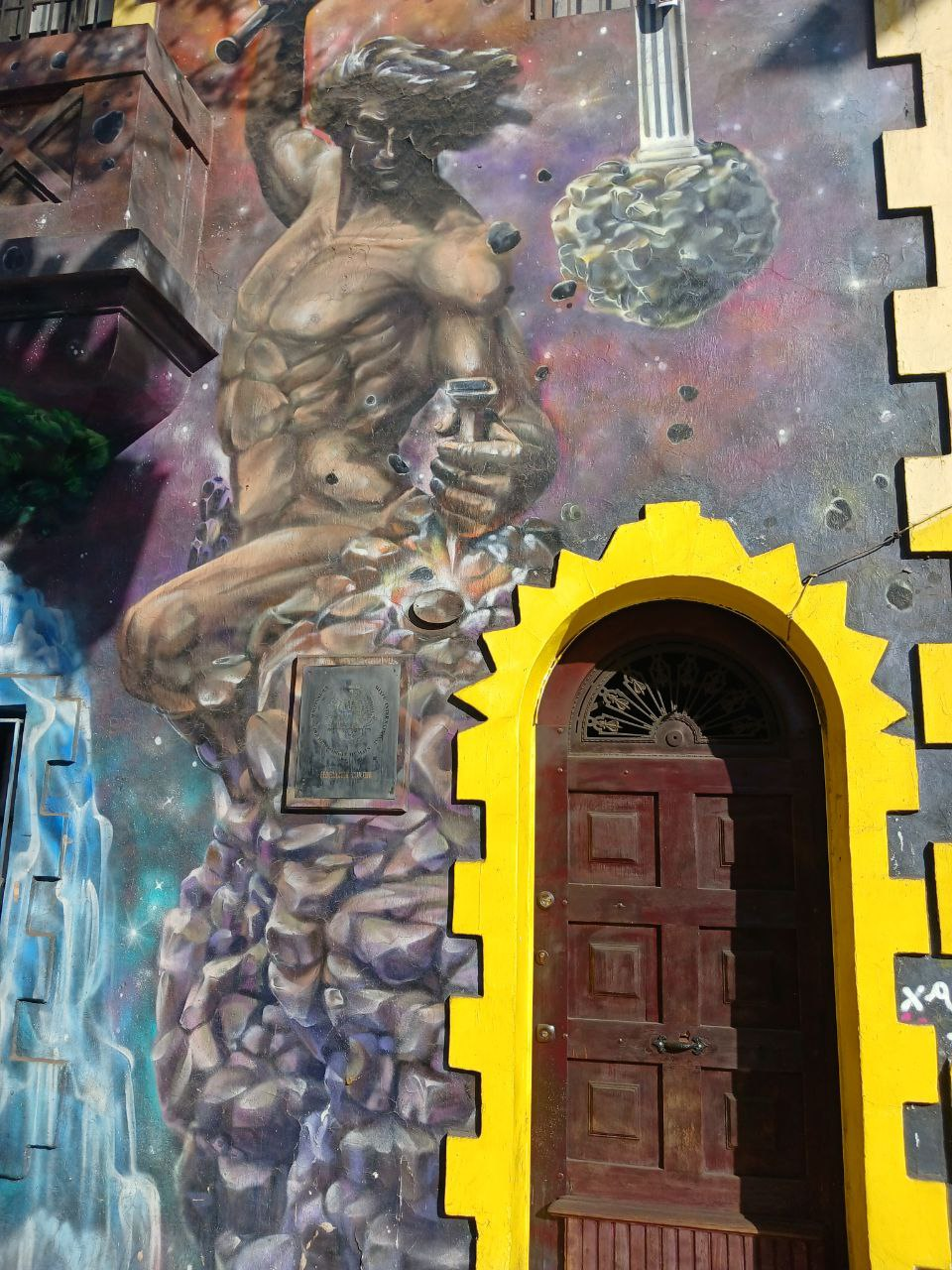
Frontis Casa Masónica LDH Santiago de Chile

En febrero de 1929 visita Chile el eminente filósofo hindú Curuppumullage Jinarajadasa, Presidente Mundial de la Sociedad Teosófica y miembro del Supremo Consejo de "Le Droit Humain". Su visita tenía únicamente relación con actividades relacionadas con la Teosofía. Durante esta visita varios integrantes de la Gran Logia de Chile consultaron sobre la posibilidad de fundar una Logia Mixta en Chile. El día 23 de febrero de 1929 se recibe cable con la aprobación del Supremo Consejo Universal Mixto.
El 25 de febrero de 1929 se realiza la Ceremonia de Consagración de la nueva Logia denominada "Igualdad" N°632-1. En 1930 se fundaron, en el Oriente de Santiago, las logias, "Horus" N°633, y "Pitágoras" N°634, en 1933 "Orión” N°642 y "Minerva" N°644. En el Oriente de Valparaíso nacieron "Isis" N°635, en 1932; "Osiris" N°643, en 1933;e "Hiram" N°645 en 1934. El rápido desarrollo de la Orden en Chile llevó al Supremo Consejo a la transformación de la Jurisdicción Chilena en Federación, la que quedó constituida el 20 de diciembre de 1934. Esta Federación, hasta junio de 1954, estaba compuesta de 26 Logias Simbólicas. Estos talleres de los diversos grados llegaron a contar con más de 800 Hermanos. 
Sin embargo, durante el curso de su historia, la Orden en Chile ha experimentado una serie de escisiones, siendo la primera la acontecida en 1939 tras lo cual se da origen a la Orden Masónica Mundial Mixta de Chile. Otra escisión acontece en 1952, cuando el Supremo Consejo Universal Mixto ordena a que el Consistorio Nacional - formado por los Grados 32° y 33°- asumiera la responsabilidad del Consejo Nacional de la Federación Chilena, que hasta esa fecha había estado bajo la dirección del Areópago Grado 30°. El entonces Presidente de la Federación, Leonidas Durán, rehusó acatar dicha disposición y, secundado por algunos altos grados, lideró la separación para formar una Orden Masónica Mixta Chilena, que posteriormente se convirtió en la Gran Logia Mixta de Chile. Esta obediencia adoptó un carácter nacional, diferenciándose del carácter internacional de "Le Droit Humain", y generó una serie de perjuicios patrimoniales hacia la Orden.
Actualmente, la Federación Pionera Chilena sigue trabajando de forma ininterrumpida en Chile, poseyendo Logias en Santiago, Valparaíso y Antofagasta, siguiendo fiel a su linaje desde su fundación, desarrollando en sus trabajos la tradición Masónica que ha heredado de su fuentes, no sólo de sus fundadores, sino también de su fidelidad al Supremo Consejo Universal Mixto “Le Droit Humain”. El Linaje Masónico, autentica la calidad de los trabajos y permite que sea reconocida masónicamente por corrientes librepensadoras y liberales en el mundo entero.

##### Ecuador
Presente en el territorio ecuatoriano desde el año 2010 con una Logia pionera, en el 2021 retoma sus trabajos con un Triángulo y actualmente con la Respetable Logia Simbólica Nro. 2162 "Mitad del Mundo" al Oriente de Quito.

## Funcionamiento

### Características y principios

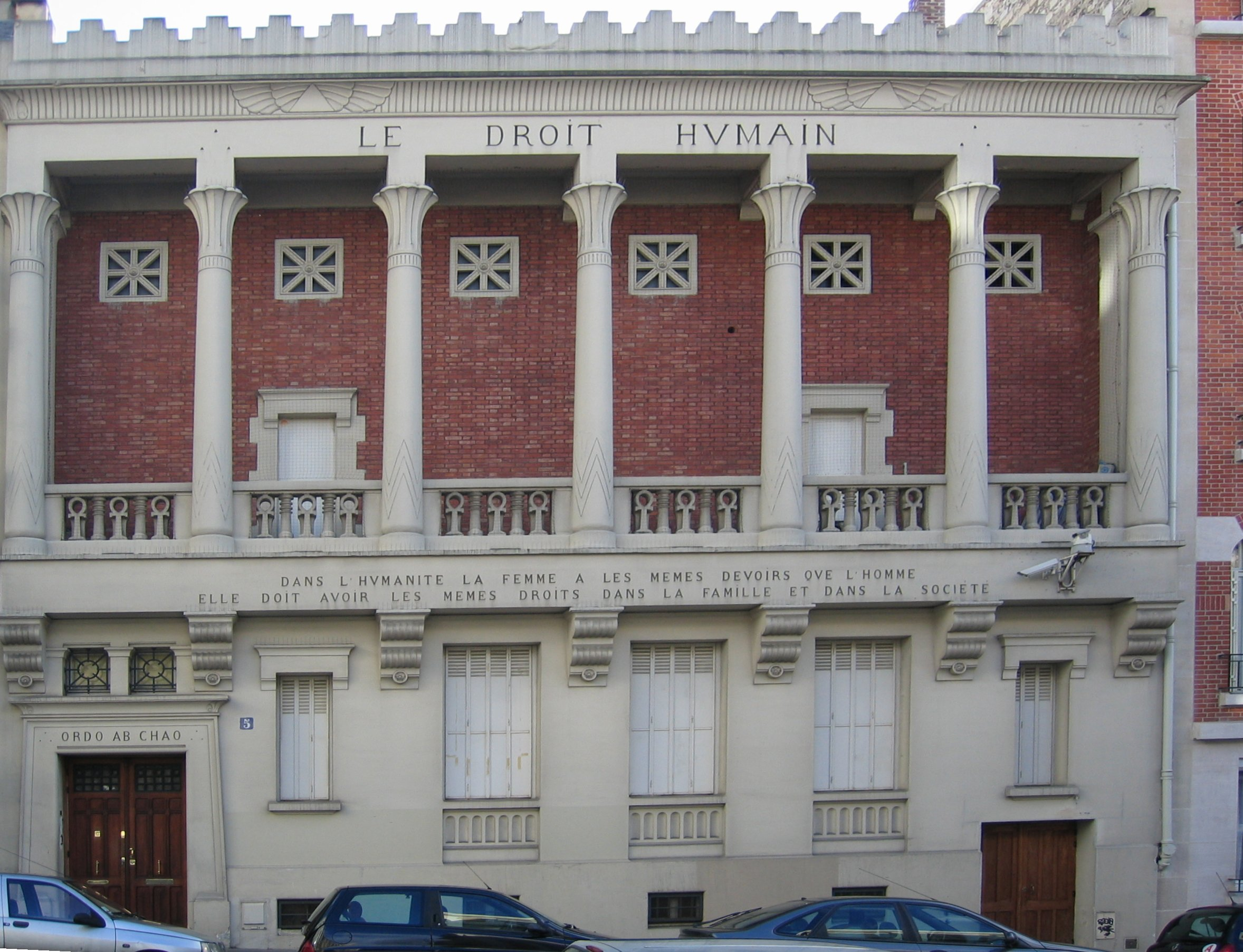
Sede de la Orden Masónica Mixta Internacional Le Droit Humain en París.

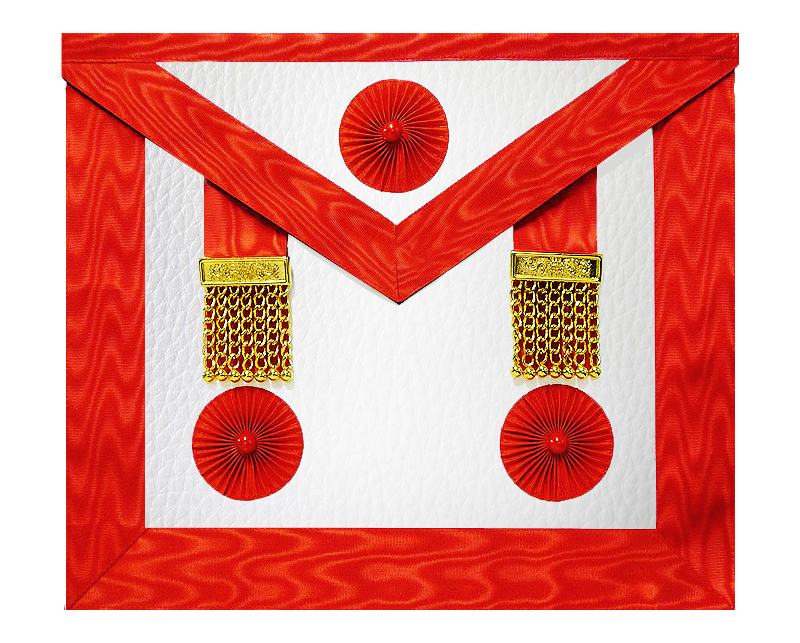
Mandil masónico del Rito Escocés Antiguo y Aceptado

La Orden Masónica Mixta Internacional Le Droit Humain - El Derecho Humano es una organización mixta desde su origen, es decir, que admite tanto a hombres como a mujeres en su seno en igualdad de condiciones.
Practica principalmente el Rito Escocés Antiguo y Aceptado integrando los 33 grados del mismo dentro de la propia Orden, a diferencia de otras Grandes Logias o Grandes Orientes que solo practican los tres primeros grados del rito dejando los grados del 4.º al 33.º bajo la jurisdicción de Supremos Consejos independientes.

### Constitución Internacional
En 1920 se realiza el primer convento internacional, donde se establecen las bases de la constitución Internacional. Participan 70 delegados representando a 25 países. Desde entonces conventos Internacionales se realizan cada siete años para revisar los artículos de la Constitución Internacional. Desde 1997, estas reuniones tienen lugar cada cinco años.
En 2012 se aprobó la versión más actualizada de la Constitución Internacional de la Orden que recoge los principios fundamentales de la misma:

Los Francmasones de los dos hemisferios pertenecientes a la Orden Masónica Mixta Internacional Le Droit Humain, reunidos en Convento Internacional en el Cenit de París, en homenaje de fidelidad y reconocimiento, colocan sus trabajos bajo la égida de sus venerados fundadores: María Deraismes y Georges Martin.

Con sus ilustres predecesores y siguiendo su ejemplo, fraternalmente unidos en el amor hacia la Humanidad, los Francmasones de Le Droit Humain desean cumplir íntegramente, en el seno de la Masonería y en el mundo profano, la triple divisa: LIBERTAD, IGUALDAD, FRATERNIDAD.
Persuadidos de que el método de trabajo masónico representa uno de los mejores instrumentos de perfeccionamiento humano, desean proseguir su acción sentando las bases de una amplia constitución masónica internacional. Esta fija los deberes y los derechos de todos y de cada uno, asegurando así el máximo de libertad compatible con una disciplina voluntariamente aceptada.
La Orden Masónica Mixta Internacional Le Droit Humain afirma la igualdad del Hombre y de la Mujer.
Al proclamar el Derecho Humano, la Orden aspira a que hombre y mujeres puedan lograr, en plano de igualdad, la justicia social en toda la tierra en una humanidad fraternalmente organizada.
Le Droit Humain está compuesta por francmasones, hombres y mujeres unidos fraternalmente , sin distinción por razones sociales, étnicas, filosóficas o religiosas, la Orden utiliza, para llegar a este fin, un método ritual y simbólico, gracias al cual sus miembros edifican un Templo al progreso y al perfeccionamiento de la humanidad.

Fieles al principio de laicidad, respetuosos de la absoluta libertad de conciencia de cada uno, los miembros de la Orden trabajan para ejercitar los principios de libertad, igualdad y fraternidad y para obtener para todos los seres humanos el más alto desarrollo moral, intelectual y espiritual, condición básica de la felicidad que le es posible conseguir a cada persona en una Humanidad fraternalmente organizada .

## El Derecho Humano en el Mundo

### Federaciones
| - Americana - Australiana - Austriaca - Belga - Brasileña - Británica - Búlgara - Canadiense - Colombiana | - Española - Finlandesa - Francesa - Helénica - Islandesa - Italiana - Holandesa | - Oeste-africana - Paraguaya - Polaca - Portuguesa - Escandinava - Sudáfricana - Suiza |

### Federaciones pioneras
| - Alemana - Argentina - Camerunesa - Chilena | - Isla de Mauricio - Madagascar - Perú - Rumana - México - Uruguay |

### Logias Pioneras
| - Burkina Faso - Congo - Chipre - Ecuador - Hungría - Irlanda | - Israel - Japón - Líbano - Luxemburgo - Marruecos | - México - Nigeria - República Checa - Uruguay - Venezuela |